# Sean Riley & The Slowriders
Sean Riley & The Slowriders é uma formação portuguesa originária de Coimbra com sonoridades próximas da música de tradição americana tais como folk, rock e blues.

## História
Afonso Rodrigues começou por escrever canções sozinho sob o alter-ego Sean Riley. Através da sua actividade na Rádio Universidade de Coimbra conheceu outros locutores, Bruno Simões (ex-Tu Metes Nojo) e Filipe Costa, que viriam a constituir a primeira formação do projeto. Filipe Rocha foi o quarto elemento a juntar-se. O vocalista é originário do Pedrogão, Leiria, onde foi gravado o videoclip da música Harry Rivers.
Em 2007 com a edição de Farewell, onze canções que projetaram Sean Riley & The Slowriders como autores de uma das melhores estreias discográficas da história da música produzida em Portugal.
A relevância dada a Farewell e consequente exposição mediática da banda elevaram a fasquia para o segundo disco – e a banda respondeu com um inspirado Only Time Will Tell. Aclamado pela crítica, sustentado com grandes prestações ao vivo, caso do sucesso alcançado nos festivais de Paredes de Coura e Alive, e com dois discos editados no Benelux (Bélgica, Holanda e Luxemburgo) pela Sonic Rendezvous. Seguiu-se a edição nacional de “It’s Been A Long Night” um disco cheio de luz em que o grupo se permitiu absorver todas as referências que povoam o seu imaginário artístico.
Depois de 3 anos afastados dos palcos para prosseguirem projetos paralelos (como no caso de Afonso Rodrigues com Keep Razors Sharp), 2015 marca o regresso aos palcos e 2016 o regresso aos discos de originais, com o lançamento do álbum homónimo “Sean Riley & The Slowriders”. "Díli" e "Greetings" são os singles de apresentação deste álbum.

## Discografia
- Farewell (2007)
- Moving On (2007)
- Only Time Will Tell (2009)
- It's Been a Long Night (2011)
- Sean Riley & The Slowriders (2016)

### Compilações
- Novos Talentos FNAC 2007 (2007)
- 3 Pistas: Vol. 2 (2009)

## Formação
Afonso Rodrigues - voz, guitarra, harmónica, órgão
Bruno Simões - baixo, guitarra, melódica, noise
Filipe Costa - órgão, piano, baixo, guitarra, bateria, harmónica, voz
Filipe Rocha - bateria, contrabaixo, glockenspiel, voz
Nuno Filipe - baixo